# مشروع جيفرسون
مشروع جيفرسون كان عبارة عن برنامج سري خاص بوكالة الاستخبارات العسكرية الأمريكية تم تصميمه لتحديد ما إذا كان لقاح الجمرة الخبيثة الحالي فعالاً ضد البكتيريا المعدلة وراثيًا أم لا. والحالة القانونية للبرنامج بموجب معاهدة حظر الأسلحة البيولوجية (BWC) لعام 1972 محل نزاع.

## معلومات تاريخية

### التشغيل
بدأ مشروع جيفرسون في عام 1997 وكان مصممًا لإعادة إنتاج سلاسة من الجمرة الخبيثة المعدلة وراثيًا التي تم عزلها على يد العلماء الروس أثناء التسعينيات من القرن العشرين. وقد كان الهدف منه هو تحديد ما إذا كانت تلك السلالة تقاوم لقاح الجمرة الخبيثة الممتز|لقاح الجمرة الخبيثة المتاح في الأسواق في الولايات المتحدة.

### الصحافة
تم الكشف عن المشروع في مقال نشر في الرابع من سبتمبر عام 2001 في صحيفة ذا نيويورك تايمز. وقد تشارك المحررون جوديث ميلر وستيفن إنجلبيرج وويليام جيه برود في كتابة المقال. ومن المفترض أن المحررين كان لديهم علم بالبرنامج منذ عدة أشهر على الأقل، وبعد نشر المقال بفترة وجيزة، قاموا بنشر كتاب عن التفاصيل الإضافية في هذا الشأن. ويعد الكتاب الجراثيم: الأسلحة البيولوجية والحرب السرية الأمريكية (Germs: Biological Weapons and America's Secret War) الذي نشر في عام 2001 والمقال هما المصدران المتاحان بصفة عامة، واللذان يوضحان تفاصيل مشروع جيفرسون والمشروعات المشابهة له والمتمثلة في باشوس والرؤية الواضحة (Clear Vision).

## المشروعية
كان مشروع جيفرسون يخضع للتشغيل على يد وكالة الاستخبارات العسكرية وكان يخضع للمراجعة على يد محامين في البنتاجون. وقد قرر هؤلاء المحامون أن مشروع جيفرسون متوافق مع بنود معاهدة حظر الأسلحة البيولوجية. ورغم التأكيدات من كلينتون وإدارة بوش أن هذا المشروع والمشروعات المشابهة له هي مشروعات مشروعة، إلا أن العديد من علماء القانون الدولي لم يوافقوا على ذلك.
والجدير بالذكر أن المشروع السري تم حذفه من إعلانات إجراءات بناء الثقة في معاهدة حظر الأسلحة البيولوجية. وقد تم تقديم هذه الإجراءات إلى معاهدة حظر الأسلحة البيولوجية في عام 1986 وعام 1991 من أجل تقوية المعاهدة، وقد كانت الولايات المتحدة نصيرًا دائمًا لقيمتها. وقد أكد البعض أن هذه الاختبارات قد قوضت المصداقية الأمريكية. وقد كانت رغبة الولايات المتحدة في الحفاظ على سرية هذه البرامج، حسب تأكيدات إدارة بوش، «سببًا هامًا» لرفض بوش لمشروع اتفاق وقعت عليه 143 دولة من أجل التأكيد على معاهدة حظر الأسلحة البيولوجية.

## كتابات أخرى
- Miller, Judith, Engelberg, Stephen and Broad, William J. Germs: Biological Weapons and America's Secret War, (Google Books), Simon and Schuster, 2002, (ISBN 0-684-87159-9).
- Thor Duffin, The Jefferson Project, Steinwald Books, 2010, (ISBN 978-0-615-37127-6)